# Георг Мільбрадт
Георг Мільбрадт (нім. Georg Milbradt) — німецький політик, екс-міністр-президент Саксонії, спеціальний посланник уряду Федеративної Республіки Німеччина з питань реформ у галузях урядування та децентралізації в Україні. Як консультант в Україні та інших країнах проф. Мільбрадт володіє багаторічним досвідом у цій сфері.

## Життєпис
Закінчив Вестфальський університет імені Вільгельма у Мюнстері, де вивчав економічну теорію, право і математику. У 1973 році йому було присуджено докторський ступінь, а у 1980 році він захистив дисертацію у галузі економіки, зокрема у галузі публічних фінансів.
У листопаді 1990 року його призначено міністром фінансів Республіки Саксонія. Після возз'єднання Німеччини на цій посаді пан Мільбрадт відповідав за реорганізацію управління фінансами, будівництвом і нерухомістю цієї федеральної землі, а також формував процес трансформації від соціалістичного планового господарства до устрою на засадах ринкової економіки.
З 1995 року він є професором публічних фінансів і викладає у Технічному університеті Дрездена.
З 2002 до 2008 року — міністр-президент Республіки Саксонія. Під час своєї роботи у саксонському уряді він був також членом Бундесрату і завдяки цьому був залучений до законодавчої діяльності федерації.
В серпні 2017 року німецький уряд делегував його спеціальним посланником з питань реформування України у галузях урядування та децентралізації.